# Günther Haenel
Günther Haenel (1 de mayo de 1898 - 5 de marzo de 1996) fue un actor y director teatral, cinematográfico y televisivo austrogermano.

## Biografía

### Inicios
Nacido en Dresde, Alemania, Haenel fue teniente de artillería durante la Primera Guerra Mundial. Finalizada la contienda, se inició como actor y director. Su primer compromiso lo llevó en 1921 al Frankfurter Künstlertheater de Adam Kuckhoff, donde se representaban innovadoras piezas expresionistas. Otras ciudades en las cuales actuó fueron Sibiu, localidades de habla alemana en Rumania, y Wurzburgo. En 1928–1932 fue director en Darmstadt, y en 1932–1939 trabajó en el Deutsches Schauspielhaus de Hamburgo.

### Época nacionalsocialista
Haenel, un actor y director con antecedentes comunistas, solo escapó a la prohibición de actuar gracias a poseer la Cruz de Hierro de categorías I y II por su participación en la Primera Guerra Mundial. Desde 1939 a 1943, Haenel actuó en el Theater in der Josefstadt, dirigido por Heinz Hilpert. Posteriormente trabajó en el Deutsches Volkstheater de Viena. En ese teatro representó entre 1942 y 1944 obras que se enfrentaban claramente al régimen. En torno a Haenel pronto se formó un círculo de artistas opuestos al nazismo, que estaban dispuestos a expresar sus ideas con cautela sobre el escenario. Según testigos como Inge Konradi, Gustav Manker y Judith Holzmeister, llegaron a poder representar sus ideas.
En la puesta en escena de la pieza de Ferdinand Raimund "Der Diamant des Geisterkönigs", con una monumental estética Nazi con estatuas de estilo Arno Breker y trajes con referencias  a la Liga de Muchachas Alemanas, sin embargo, Karl Kalwoda declamó con oraciones cortas y gestos que realmente parodiaban a Hitler.

### Dirección del Volkstheater
El 4 de julio de 1945 Haenel asumió la dirección del Volkstheater en sustitución de Rolf Jahn. Allí trabajó junto al comunista Viktor Matejka. Ya bajo su dirección, Haenel combinó “Die letzte Nacht” con la obra en un acto “In Ewigkeit Amen”, de Anton Wildgans, para una velada teatral titulada "Das menschliche Antlitz". Karl Skraup encarnaba a Anton Gschmeidler. 
En el estreno de la obra de Julius Hay Haben en 1945 llegó el primer escándalo a la sala, cuando la actriz Dorothea Neff escondía veneno bajo la estatua de una Madonna. La exposición surrealista de Edgar Jéné llevada a cabo en las instalaciones del teatro y rechazada por el público como "arte moderno", demostró cuán influido se encontraba todavía aquel por las ideas del Tercer Reich. 
Los dramas rusos fueron representados gracias a obras de Aleksandr Ostrovski, Iván Turguénev y Anatoli Lunacharski (Der befreite Don Quixote, con Max Paulsen. Albert Bassermann volvió al teatro en 1946 con Der Himmel wartet, interpretando posteriormente a Henrik Ibsen (Baumeister Solness y Espectros). La obra antifascista estadounidense Vor der Entscheidung, que dirigió Haenel, contó con actuaciones de Attila Hörbiger, Adrienne Gessner y Siegfried Breuer. Oskar Werner debutó en el Volkstheater actuando en la pieza de Eugene O’Neill Ah, Wilderness!. Ernst Deutsch actuó en 1948 en Der Helfer Gottes. Otros autores presentados al público vienés fueron Jean Anouilh y J. B. Priestley. 
Para el género de la antigua comedia popular vienesa de autores como Nestroy y Raimund, contó con actores como Karl Paryla, Inge Konradi, Karl Skraup, Theodor Grieg y Hans Putz, con los que se desarrolló un nuevo tipo de puestas en escena. Haenel también hubo de representar numerosas comedias ligeras, con favoritos del público como Annie Rosar, Christl Mardayn o Curt Goetz (Das Haus in Montevideo). Finalmente, Haenel renunció en 1948 a su puesto, fundando el Neues Theater in der Scala.

### Neues Theater in der Scala
En 1948, Haenel, Karl Paryla y Wolfgang Heinz, fundaron el Teatro Scala Wien. Fue pensado como un teatro social, formado con emigrantes y antifascistas y comunistas. Karl Paryla, Otto Taussig, Therese Giehse, Arnolt Bronnen, Wolfgang Heinz y Bertolt Brecht contribuyeron a la reputación del teatro. Brecht personalmente organizó su obra Die Mutter en 1953. El Scala fue el único teatro de Viena que representó a Bertolt Brecht mientras se producía en Austria el boicot a la obra del autor.
Haenel estrenó el 2 de octubre de 1948 Der Bockerer, de Ulrich Becher y Peter Preses, con Fritz Imhoff en el papel titular. Haenel abandonó en 1950 el Scala por conflictos con los miembros de la sociedad, trabajando posteriormente como director en el Deutsches Theater de Berlín. Por razones de carácter político, el Scala cerró después de 1955, tras la retirada de las potencias ocupantes de Austria. El teatro fue demolido en 1959/60.

### Wiener Burgtheater
Haenel volvió al Volkstheater como actor y director, y en 1958 fue Rubaschow en la adaptación de Sydney Kingsley de la novela El cero y el infinito, de Arthur Koestler, que fue dirigida por Gustav Manker, consiguiendo por su actuación la Medalla Josef Kainz. Posteriormente trabajó en el Burgtheater de Viena, donde permaneció entre 1958 y 1974.

### Vida personal
Haenel estuvo casado con la actriz Maria (Bädy) Gabler. Su hijo, Nikolaus Haenel, es también actor, casado con la actriz Jutta Hoffmann.
Günther Haenel falleció en el año 1996 en Baden bei Wien, Austria.

## Filmografía (selección)
- 1953 : Die Regimentstochter (dirección junto a Georg C. Klaren)
- 1959 : Der Fall Pinedus (telefilm), de Theodor Grädler
- 1963 : Miracle of the white stallions
- 1963 : Kaiser Joseph und die Bahnwärterstochter (telefilm), de Axel Corti
- 1964 : Heinrich VI (telefilm), de Leopold Lindtberg
- 1964 : Ein Volksfeind (telefilm), de Erich Neuberg
- 1965 : Kabale und Liebe (telefilm), de Erich Neuberg
- 1965 : Wetterleuchten (telefilm), de Wolfgang Glück
- 1967 : Der Arzt wider Willen (telefilm), de Hans Hollmann
- 1969 : Der Kommissar (serie TV)
- 1970 : Der Kurier der Kaiserin (serie TV)
- 1970 : Mit sich allein (telefilm), de Michael Kehlmann
- 1971 : Chopin-Express (telefilm), de Michael Kehlmann
- 1972 : Der letzte Werkelmann, de Jörg A. Eggers
- 1972 : Die Abenteuer des braven Soldaten Schwejk (serie TV)
- 1972 : Zur schönen Aussicht (telefilm), de Hans Hollmann
- 1972 : Das Hohelied (telefilm), de Hermann Lanske
- 1975 : Der Kommissar (serie TV), episodio Fährt der Zug nach Italien?

## Teatro (director)
- 1950 : Carl Sternheim: 1913 – (Deutsches Theater Berlin)